# Tahoka
Tahoka è una città della contea di Lynn, di cui ne è anche il capoluogo, nello Stato del Texas, negli Stati Uniti. Secondo il censimento del 2020, possedeva una popolazione di 2 375 abitanti.

## Geografia fisica
Secondo l'Ufficio del censimento degli Stati Uniti, ha una superficie totale di 2,39 mi² (6,19 km²).

## Storia
La città è stata fondata nel 1903 come capoluogo della contea di Lynn, in quel momento da poco istituita. La città è stata riconosciuta nel 1915.

## Società

### Evoluzione demografica
Secondo il censimento del 2020, la popolazione era di 2 375 abitanti. Al precedente censimento, quello del 2010, la popolazione era di 2 673 abitanti.

### Etnie e minoranze straniere
Secondo il censimento del 2020, la composizione etnica della città era formata dal 43,75% di bianchi, il 3,58% di afroamericani, lo 0,55% di nativi americani, lo 0,34% di asiatici, lo 0,13% di oceaniani, lo 0,25% di altre etnie e il 2,61% di due o più etnie. Ispanici o latinos di qualunque etnia erano il 48,8% della popolazione.

## Cultura
L'istruzione nella città di Tahoka è fornita dal Tahoka Independent School District.